# Zakumi
La mascota oficial de la Copa del Món de Futbol de 2010 és el Zakumi (creat el 16 de juny de 1994) (15 anys), un lleopard antropomòrfic amb els cabells verds. El seu nom ve de "ZA", l'abreviatura internacional de Sud-àfrica, i "kumi", una paraula que significa "deu" en diversos idiomes africans. Els colors de la mascota reflecteixen els de l'equipació del país amfitrió - groc i verd.
La data de creació de Zakumi coincideix amb un dia conegut i celebrat com a Dia de la Joventut a Sud-àfrica i en el seu segon partit. L'any 1994 marca les primeres eleccions no racials nacionals a Sud-àfrica. Complirà 16 anys al 2010.
El lema oficial Zakumi és: "El joc d'en Zakumi és el Fair Play." El lema va ser mostrat en els cartells publicitaris digitals durant la Copa Confederacions 2009, i també apareixeran el proper any a la Copa del Món.